# Церковь Вознесения Господня (Милютинская)
Церковь Вознесения Господня (Свято-Вознесенский храм) — православный храм в станице Милютинской Ростовской области. Относится к Белокалитвенскому благочинию Волгодонской епархии Русской православной церкви.

## История
До революции в станице Милютинской существовала Предтеченская церковь Большинского благочиния, которая также называлась церковью В честь Усекновения главы Иоанна Предтечи. Была она построена из дерева в 1882 году, с деревянной колокольней на столбах. Её судьба неизвестна, а в 1901 году в станице была построена новая каменная церковь с такою же колокольней Во имя святителя Николая чудотворца. Её судьба также неизвестна, но в послевоенное время в станице храмов не было.
Новая религиозная жизнь в станице началась после распада СССР. В 1996 году в станице был образован Свято-Вознесенский приход, первое собрание которого провёл священник Андрей Мекушкин. Зарегистрирован в 1999 году. Со временем приходу было передано в пользование здание магазина, переоборудованное для проведения богослужений. Затем здание было приобретено приходом в собственность и на его основе был возведён одноэтажный храм.
Настоятель прихода — иерей Александр Алексеевич Персиянов.